# Thập niên 120
Thập niên 120 hay thập kỷ 120 chỉ đến những năm từ 120 đến 129.